# Петров, Кирилл Валентинович
Кири́лл Валенти́нович Петро́в (укр. Кирило Валентинович Петров; род. 22 июня 1990, Киев) — украинский футболист, защитник клуба «Корона».

## Биография

### Клубная карьера
Воспитанник киевской ДЮФШ «Динамо» имени Валерия Лобановского. В ДЮФЛ за «Динамо» провел 76 матчей и забил 19 мячей. Также сыграл один матч в чемпионате Киева.
5 апреля 2007 года дебютировал за «Динамо-2» в домашнем поединке против ужгородского «Закарпатья». За «Динамо-2» в Первой лиге сыграл 50 матчей, в которых забил 3 гола. С 2007 года играет также в дублирующем составе «Динамо», за который сыграл 17 матчей. Был заявлен на матч Суперкубка Украины 10 июля 2007 года за основную команду, но на поле не вышел.
Не сумев закрепиться в структуре гранда украинского футбола киевского «Динамо», был отдан в аренду «Кривбассу», а весной 2013 года ужгородской «Говерле». В июне 2013 года Кирилл Петров подписал контракт с киевским «Арсеналом». Затем выступал за польскую «Корону» и казахстанский «Ордабасы».
В феврале 2016 года стал игроком донецкого «Олимпика». Первым голом отметился в ворота кропивницкой «Звезды» 5 ноября (1:2). В январе 2017 года покинул «Олимпик» и присоединился к азербайджанскому «Нефтчи» из Баку. Покинул команду на правах свободного агента в январе 2020 года. Новой командой Петрова стал ковалёвский «Колос», выступающий в Премьер-лиге Украины.

### Карьера в сборной
Вызывается в юношеские сборные Украины, начиная с 15-летнего возраста. Дебют в футболке сборной состоялся 21 августа 2005 года в матче сборной Украины до 17 лет против белорусских сверстников, окончившимся поражением украинцев со счётом 0:1.
В составе Украины до 19 лет — чемпион Европы 2009 года. Во время финальной части чемпионата, которая проходила в Донецке и Мариуполе, был капитаном украинской сборной, выйдя на поле во всех пяти матчах команды. 24 июня 2009 года в решающем матче группового этапа против Англии забил 2 мяча, принеся таким образом своей команде итоговую ничью (2:2). Впоследствии Украина вышла в финал и обыграла тех же англичан 2:0, завоевав титул чемпионов Европы.

## Достижения

### Командные
«Динамо» (Киев)
- Обладатель Суперкубка Украины: 2007
- Серебряный призёр чемпионата Украины: 2009/10

Сборная Украины (до 19 лет)
- Чемпион Европы среди юношей: 2009

### Личные
- Лучший футболист Чемпионата Европы среди юношей: 2009[9]